# Puente Ferroviario de Régua
El Puente Ferroviario de Régua, también conocido como Puente de Régua, es un puente sobre el Río Duero, en el municipio de Peso da Régua, en Portugal. Construido en 1934 en el ámbito de la Línea de Lamego, fue adaptado a un uso de carretera después de que este proyecto no hubiese sido concluido.

## Historia
El puente fue construido por la Compañía Nacional de Ferrocarriles, siendo el proyecto elaborado por el ingeniero Avelar Ruas, y la obra conducida por el ingeniero Maçãs Fernandes.
Fue construida en mampostería, lo que lo hizo destacar entre los puentes construidos en esta época, normalmente construidos en hierro, material que permitía una construcción más económica.
En noviembre de 1931, se empezaron a construir dos pilares sobre el tercero arco del puente, con 65 metros de longitud, siendo, en ese año, concluido el último y el mayor arco del puente; y al año siguiente, los dos pilares ya habían sido concluidos, junto con otros dos sobre el mismo arco, continuando con la edificación de los seis arcos de 6 metros que formaban los vanos timpánicos, fueron colocadas las artesas de tímpanos a ambos lados, en una extensión de 150 metros, y fueron montadas las piedras y las guardias. Así, en 1932, estaban siendo montados los cuartos de cono, que ya estaban siendo construidos, y terminar la instalación del cemento armado, intercalado con las piedras. En 1933, fueron concluidos los cuartos de cono, los encuentros en ambas márgenes, la rotura de la trinchera en el margen izquierdo, y el muro de contención del margen derecho, y fue ejecutado el desvío de la ruta sobre el primer arco de 6 metros, en el margen izquierdo del río.
El puente fue oficialmente concluido el 30 de septiembre de 1934, siendo las últimas obras la instalación de las gradas, y de una pasarela en cemento armado en la trinchera del margen izquierdo del río.